# Tuğba Şenoğlu
Tuğba Şenoğlu, coniugata Ivegin (Tarso, 2 febbraio 1998), è una pallavolista turca, schiacciatrice del Kuzeyboru.

## Palmarès

### Club
- Campionato turco: 3

2017-18, 2018-19, 2020-21
- Coppa di Turchia: 2

2017-18, 2020-21
- Supercoppa turca: 2

2017, 2021
- CEV Champions League: 1

2017-18
- Campionato mondiale per club: 2

2018, 2021

### Nazionale (competizioni minori)
- Campionato europeo under 19 2016
- Campionato mondiale under 23 2017
- Giochi del Mediterraneo 2018

### Premi individuali
- 2017 - Campionato mondiale under 20: Miglior schiacciatrice